# Slavko Striegl
Slavoljub (Slavo) Striegl (Sisak, 9. rujna 1919. - Sisak, 24. veljače 2014.), hrvatski akademski slikar.

### Životopis
Obitelj Striegl podrijetlom je iz Bavarske, po Ignacu Strieglu (rođenom u Muglitzu, u Bavarskoj), koji kao dočasnik Austrougarske vojske dolazi u Bosnu (vjerojatno oko 1879. godine). Oženio se Agnezom Valenta rođenom 1857. godine u Slavoniji. Obitelj dolazi u Sisak 1881. godine.
U Sisku lozu Striegl nastavlja njegov sin Eduard. Vrlo mlad, s 26 godina, započinje mesarski obrt. Eduard Striegl oženio je Julijanu (rođenu Logomer) iz sisačke obrtničke obitelji kolara. Imali su šestero djece. 1919. godine rođen je Slavoljub Striegl.
Slavo odrasta uz očevu mesnicu i dvorištu punom životinja. Bilo je tu svega: koza, krava, svinja, konja i peradi. Kako je od najranijeg djetinjstva volio crtati, a očevo dvorište bilo je mjesto gdje je najradije provodio vrijeme, tema njegovih prvih crteža bile su životinje koje je neobično volio. Najradije slika očevog Vranca, prekrasnog crnog konja kojem se nitko osim njega nije usudio prilaziti. "Volio sam ga risati", kaže Striegl; a crtao je i sve ostale životinje u svom okruženju, no najdraži su mu bili neobični pijetlovi i golubovi. Tada nastaju i njegove prve skice seoskih dvorišta, kada zajedno s ocem jednom tjedno kolima obilazi seoska gospodarstva nabavljajući stoku za mesnicu. Djetinjstvo je bilo Slavino najljepše doba. 
Volio je srpanjske tople noći kada je cijelo ljeto spavao na štaglju, promatrao zvijezde i stvarao snove. 
Zavoljevši slikarstvo u višim razredima gimnazije, Striegl odlučuje nastaviti školovanje na zagrebačkoj Akademiji likovnih umjetnosti. Za prijemni ispit trebalo je donijeti određeni broj radova po slobodnom odabiru. Pripremajući se, ponajviše se oslanjao na skice i crteže životinja. Načinivši svoj izbor, Striegl ove radove nosi na prijemni ispit u Zagreb. "Hrvatske novine" od subote 8. srpnja 1939. objavile su vijest pod naslovom: "Siščanin primljen u umjetničku akademiju". U njoj je bilo napisano:
"Svršeni maturant ovdašnje gimnazije g. Slavo Striegl, koga naša javnost pozna po njegovim slikarskim radovima, primljen je kao slušač Umjetničke akademije u Zagrebu.“
Umjetničku akademiju u Zagrebu završio je 1944. godine. Najprije je studirao u klasi M. Tartaglie, zatim kod V. Becića a školovanje završava u klasi Z. Šulentića.

## = Akademija
Pri izboru klase Striegl je isprva bio neopredijeljen, jer profesore i njihov način rada nije poznavao otprije. Tako je dodijeljen u klasu Marina Tartaglije, zajedno sa studentima Raulom Goldonijem, Mirandom Morić, Alfredom Petričić i Mirom Kraljević. Kod Tartaglije kojeg je Striegl doživio kao mirnog, povučenog i savjesnog čovjeka, formiran je tzv. dalmatinski (mediteranski) slikarski krug koji je, po Strieglu, bio zatvoren, pa mu se u njega bilo teško uklopiti. Tu je na neki način ostao izoliran, te prelazi u klasu Vladimira Becića.
Becić ga je privukao svojom otvorenošću i atmosferom kojom je odisala njegova učionica gdje su studenti živjeli i stvarali kao cjelina, dobro se slažući, ali i kritizirajući jedan drugoga, komentirajući svoje radove, šaleći se uz duhovite dosjetke. Strieglu se svidio njegov način rada i pristup umjetnosti: od jednostavnosti crteža širokih poteza, do pristupa boji (prevladavali su zemljani tonovi). I Becićev i Strieglov pristup slici počivao je na crtežu. To je bilo vrlo izražajno slikarstvo, sa širokom modelacijom. Od studenata, Becić je uvijek tražio isto: kroki, bilježenje trenutka, detalja i geste.

Tih godina provedenih na Akademiji Striegl se već prilično dobro upoznaje s umjetnošću renesansnih i baroknih majstora, posebice s nizozemskim i španjolskim umjetnicima, a zatim i s francuskim realizmom i impresionizmom. Potom, s impresionizma pažnju usmjerava na reduciranija rješenja (otkriva Matissa). Pojednostavljenje slike i oslobađanje od suvišnih detalja, te svođenje na bitno u likovnom djelu, vodi Striegla do kubizma (Braque i Picasso). Moderni tokovi u umjetnosti i njihova rješenja sve više zaokupljaju mladog Striegla, pa se i sam pokušava okušati u tada suvremenim tendencijama u slikarstvu. One postaju motiv i poticaj za daljnja razmišljanja.
Pred kraj Strieglove druge akademske godine Becić se razbolio, te je sve rjeđe počeo dolaziti. Umjesto njega klasu preuzima Šulentić, koji je imao drugačiju metodu rada sa studentima. Po Strieglovu mišljenju bio je izvanredan pedagog prepun znanja koje je nesebično prenosio studentima. Ne namećući svoje mišljenje Šulentić je od studenata tražio osobnost. Od Šulentića Striegl preuzima način slikanja s istančanim finim prijelazima boje.
Svi studenti Akademije morali su od početka studija pohađati i „Mali akt“ koji je vodio profesor Krsto Hegedušić. Inzistiralo se na proporcijama, čvrstoj liniji i jasnoći forme. Poslijepodnevna nastava se održavala kod Tomislava Krizmana, a odnosila se na savladavanje grafičkih tehnika. Najviše se radilo na litografijama, bakropisima i linorezima.
Studenti s Akademije likovnih umjetnosti su do mobilizacije, u lipnju 1943., bili pošteđeni ratnih zbivanja, te su mirno pohađali svoja predavanja. 
5. lipnja 1943. god. pozvani su da se jave u Zagrebački zbor na Savskoj cesti. Formirana je Prosvjetna bojna, koja je poslana na osnovnu vojničku izobrazbu u Varaždin. 
Nakon povratka u Zagreb, 31. rujna 1943., studenti su bili smješteni u zgradu Osnovne škole u Koturaškoj cesti 75, nedaleko ondašnjeg Zagrebačkog zbora. Ubrzo su raspoređeni u odgovarajuće ustanove i na poslove po strukama. Likovnjake su uglavnom odredili za odjel ratnog slikarstva MINORS-a, smještenog na Akademiji likovnih umjetnosti u Ilici 85. 
Profesori Akademije su im, uvažavajući ratne prilike, omogućavali da paralelno polažu građu i ispite toga semestra.
U isto vrijeme profesor Krsto Hegedušić osniva grupu koja bi radila na pripremama za izradu freski za crkvu u Mariji Bistrici. Iz odjela ratnog slikarstva pozvao je S. Striegla, A. Kinerta, A. Kaštelančića, I. Režeka, I. Dulčića i I. Generalića. 
Iz Marije Bistrice Striegl samo povremeno odlazi u Zagreb polagati ispite na Akademiju, a boravak u Bistrici pomaže mu utoliko što su mu neki ispiti zbog rada na crkvi priznati (kod profesora Krizmana i Hegedušića, na taj je način položio ispit iz crtanja). 
Teorijske predmete polaže redovno. Nakon položenih predispita, koji su trajali od 9. do 31. svibnja, došao je na polaganje završnog ispita, koji je trajao od 10. do 17. lipnja 1944. godine.
Nakon dolaska u Zagreb iz Marije Bistrice, u želji da vidi svoje roditelje, Striegl odlazi u Komandu Zagreba s molbom za propusnicu, koju i dobiva. Striegl dolazi u Sisak pješice, navečer istoga dana. Drugi dan odlazi u školu posjetiti kolege, no umjesto toga, odvode ga u logor i već sljedeći dan poveden je na Križni put, na kojem je proživio najteža iskušenja u životu.
Nakon tri mjeseca donesen je zakon o amnestiji i Striegl se vraća kući.

### Razdoblje nakon Akademije
Nakon što je diplomirao 1944. godine u klasi profesora Šulentića, da bi što prije zaboravio teške trenutke provedene u proteklom razdoblju, Striegl sve svoje vrijeme posvećuje slikarstvu radeći u svom ateljeu pored obiteljske kuće. Tu su dolazili mnogi: Jerolimov-profesor glazbe, Ante Uremović-violinist, Šandor Fucke-klavirist, Petar Papp-slikar, Mario Petrić, Petar Salopek, Ivan Kožarić i drugi. Bile su to seanse glazbenika i likovnjaka Siska. Međutim, Strieglov otac uskoro biva pritvoren, jer je odbio predati tadašnjim vlastima u međuvremenu otvorenu tvornicu papirom. Osim što je pritvoren, konfiscirana mu je polovina imetka, uključujući i Strieglov atelje. Atelje je nakon oduzimanja mogao koristiti još neko vrijeme, ali je početkom 50-tih godina prenamijenjen u ribarnicu. 
Nakon što je došla obavijest iz Zagreba (dekret iz Ministarstva) da se javi na posao u Knin na gimnaziju kao nastavnik, ne želeći napustiti Sisak i svoj atelje, Striegl odlazi u Općinu sa zamolbom da ostane u Sisku. Tadašnji šef Ureda za prosvjetu izdaje mu dekret za sisačku gimnaziju, uz objašnjenje Ministarstvu da u mirovinu uskoro odlazi tadašnji profesor likovnog odgoja, Vladimir Filakovac, te da bi bilo dobro da ga zamijeni Slavo Striegl, jer ima osiguran smještaj. Do odlaska profesora Filakovca u mirovinu 1948. godine Striegl predaje u prvim razredima matematiku i prirodu, a nakon toga preuzima nastavu likovnog odgoja.
Svoju buduću suprugu, Vikicu Šipuš, Striegl upoznaje na plaži na Kupi 1948. godine i ubrzo stupaju u brak. Kako je u tom vremenu izgubio atelje, a rad na Gimnaziji mu je donosio velike obaveze, Strieglovo umjetničko stvaralaštvo je stagniralo. No, s profesorom Pappom osniva likovnu sekciju.
U to vrijeme, Striegl je bio veoma aktivan u radu na ilustracijama za sisačke novine, raznim tiskarskim izdanjima, dizajnerskim rješenjima vezanim za razna sisačka poduzeća (INA, Željezara Sisak, Herbos, ugostiteljski obrti poput Malog kaptola). Dizajnirao je razne povelje, diplome, priznanja, plakate, ali i plakete i medalje od kojih je neke radio u suradnji sa Želimirom Janešom. U Sisku su se održavale i povremene izložbe udruženja ULUH koje je uglavnom profesor Papp. 1953. godine bila je održana i kolektivna izložba svih sisačkih umjetnika: Želimira Janeša, Zdenka Gradiša, Gabrijele Kolar, Maria Petrića, Ivana Kožarića i Slave Striegla. Za Strieglov Granik, malo ulje na platnu (18x20 cm), Matko Peić već tada bilježi kako Sisak ima sreću sa Strieglom, jer njegove vode i njegov pijesak mladi umjetnik oživljava bojom takve autentičnosti koja se rađa u rijetkim trenucima.
Slikarstvo je cijelo vrijeme Strieglu bivalo stvaralačkom opsesijom, bez obzira na nedostatak vremena. U periodu od 1950. – 1970. godine nastaju brojni radovi u kojima se uočava Strieglovo eksperimetiranje s europskim avangardama iz prve polovice 20. st., ali i težnju u pronalaženju vlastitog izraza. Radovi koji su nastajali u akvarelu, crtežu i ulju na staklu kao promišljeni krokiji određenih trenutaka, kadriranih umjetnikovim okom i prenošenih brzo, pokazali su se kao temelji najautentičnijih Strieglovih ostvarenja.
1960. godine mu umire otac, 1971. godine i majka i ubrzo obje sestre. No, volja za umjetnošću je uvijek ostajala. Slikarstvo mi je omogućilo da prebrodim sve teškoće i da usprkos svemu živim sretno. Nema boljeg lijeka od rada., svjedoči sam Striegl.
Prvu samostalnu izložbu izvan Siska Striegl je imao 1971. godine u Karlovcu (Zorin dom). Izložio je akvarele koji motiv reduciraju i pretvaraju u umjetnikovu viziju trenutka pojačanu simbolima i alegorijama. To su široko slikani akvareli u kojima se motiv razgrađuje na rafinirane skladove boja, gdje je pozadina pretvorena u široke mrlje, a grafizam je taj koji određuje predmetnost prikaza.
Nakon odlaska u mirovinu 1974. godine, provodi mirno vrijeme sa suprugom, u potpunosti se posvećujući slikarstvu. Do kraja 80-tih godina nastaju mnogi radovi u kojima je sve jači naglasak na atmosferi podržanoj crtežom. Najveći dio radova tematski obuhvaća viđenje grada i pejzaž Posavine. Interes za čovjeka i životinje ne prestaje, te su uklopljeni u ambijent okoline određenog atmosferskog ugođaja.
Prvi značajniji presjek Strieglova rada bila je retrospektivna izložba u Muzeju Sisak 1979. godine, s katalogom, organizirana povodom šezdesete godine života i trideset pet godina umjetničkog djelovanja. Veći ciklus radova na određenu povijesnu temu iz života svog naroda Striegl intenzivnije radi od 1985. godine, a odnosi se na bitku kod Siska, znameniti povijesni događaj iz 1593. godine, koji je pokazan na izložbi u Gradskom muzeju Sisak 1993. godine.
Ciklus vezan uz Domovinski rat - istina o povijesnoj drami koja se odigravala na našim prostorima, nastao je iz umjetnikove potrebe da na papir i platno prenese stradanje hrvatskog naroda. 
Izložbu pod naslovom Cvjetovi rata održanoj u Gradskom muzeju Sisak u prosincu 1994. godine Striegl posvećuje supruzi (koja je umrla na samom kraju 1993. godine) i svima koji trpe. 
Na izložbi je pokazan 101 rad, izbor iz Strieglova ciklusa.
Godinu dana kasnije (1995.) postavljena je izložba u Sisačkoj banci, nazvana Odjeci iskona, na kojoj Striegl u crtežima i pastelima nastavlja slikati događaje i osobe važne za našu povijest, kao afirmaciju svog hrvatskog kulturnog identiteta.
Retrospektivna izložba održana u svibnju/lipnju 1997. godine u HDLU (Domu hrvatskih likovnih umjetnika) u Zagrebu, u organizaciji Gradskog muzeja Sisak, predstavila je Striegla u svoj punoći njegova stvaralaštva kroz 400 radova u raznim likovnim tehnikama. 
Iste godine, kao uvod u retrospektivnu izložbu, održana je u Galeriji Mala u Zagrebu izložba akvarela tematski određenih Siskom i Posavinom (autor D. Schneider).  
Retrospektivnu izložbu u HDLU i sam Striegl doživio je na poseban način. Sagledavajući tada svoja djela iz druge perspektive, između ostalog je zaključio : Za slikarstvo se isplati živjeti!
Za vrijeme pripreme i realizacije ove velike izložbe, iako ozbiljno oštećena vida, radio je Križni put (14 postaja u tehnici ulja na platnu 90 x 70 cm) za župnu crkvu Sv. Križa u Sisku. Odmah po završetku ovih radova, kao doprinos obnovi crkve, radi i dva monumentalna platna (400 x 160 cm) s temama: Sv. Kvirin i Alojzije Stepinac (dovršava ih 1988. godine).
Nakon toga Striegl radi na istim temama kojima se bavio i ranije - Oluja nad Siskom, 1998., Masakr, 1998., Sisak s autoportretom, 1999., ali viđenih na drugačiji način. 
To su sada ostvarenja koja na simboličan način pokazuju grad na vjetrometini povijesnih događanja, gledanje sebe kao slikara u svom gradu kroz vrijeme i određene situacije. 
Sva djela većih su dimenzija rađenih u tehnici ulja na platnu, što je uvjetovano pogoršanim vidom.

### Portretist Siska
Kao rođeni Sisčanin, Striegl je gotovo stalno živio u svom gradu. Sisak nije mogao izbjeći u svojim djelima; on mu je bio čest motiv i inspiracija. Rođen sam u Sisku i iz njega, osim nekoliko manjih izleta, nisam nikada ni odlazio. Ono što ostaje u čovjeku jest djetinjstvo. Moje je bilo izvanredno. Kad čovjek zavoli u takvom djetinjstvu jedan kraj, on stalno ostaje u njemu - vode, izmaglice, mekani pejzaži, stvorili su u meni golemu ljubav prema tome kraju. Sisak i njegov ugođaj djeluju poput kisika, nešto bez čega nema života. Sisak i njegove rijeke na kojima sam danonoćno živio - od jutarnjih izmaglica preko podnevnih siesti do prekrasnih zalaza sunca. A u rijeci se sve ljepše vidi: i nebo i oblaci i drveće...u vodi nema nepotrebnih detalja, a još kad se površina namreška i zaleluja, uz pomoć mašte stvore se nebrojene čudesne slike i situacije.

### Gradska Galerija Striegl
Godine 2003. Slavo Striegl je donirao gradu Sisku zbirku od 319 radova u tehnikama ulja na platnu, ulja na staklu, akvarela, grafika, kolaža, kombiniranih tehnika i crteža, što je i dovelo do osnivanja Gradske galerije Striegl.